# Turisas
I Turisas sono un gruppo musicale folk metal finlandese originario di Hämeenlinna e fondato il 1º maggio 1997 da Mathias Nygård e Jussi Wickström. Prendono nome da Iku-Turso, un antico mostro della mitologia finlandese. Fino al 1998 il gruppo era conosciuto con il nome di Köyliö, preso da una cittadina finlandese, e con il quale pubblicarono il loro primo demo, ovvero Taiston Tie, oramai introvabile. Subito dopo la pubblicazione del demo il nome della band venne definitivamente cambiato in Turisas.

## Storia

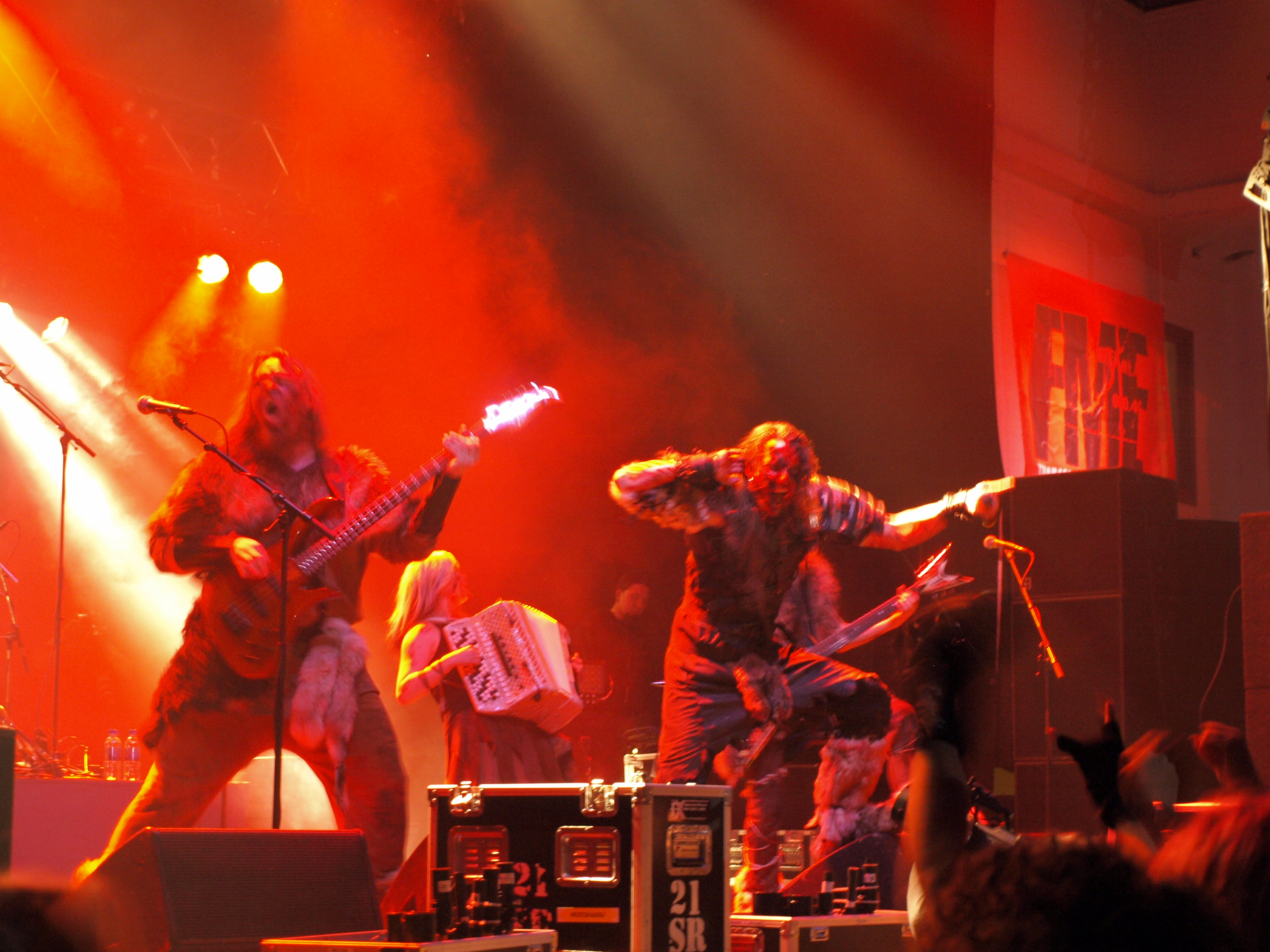
I Turisas al Finnish Metal Expo 2008

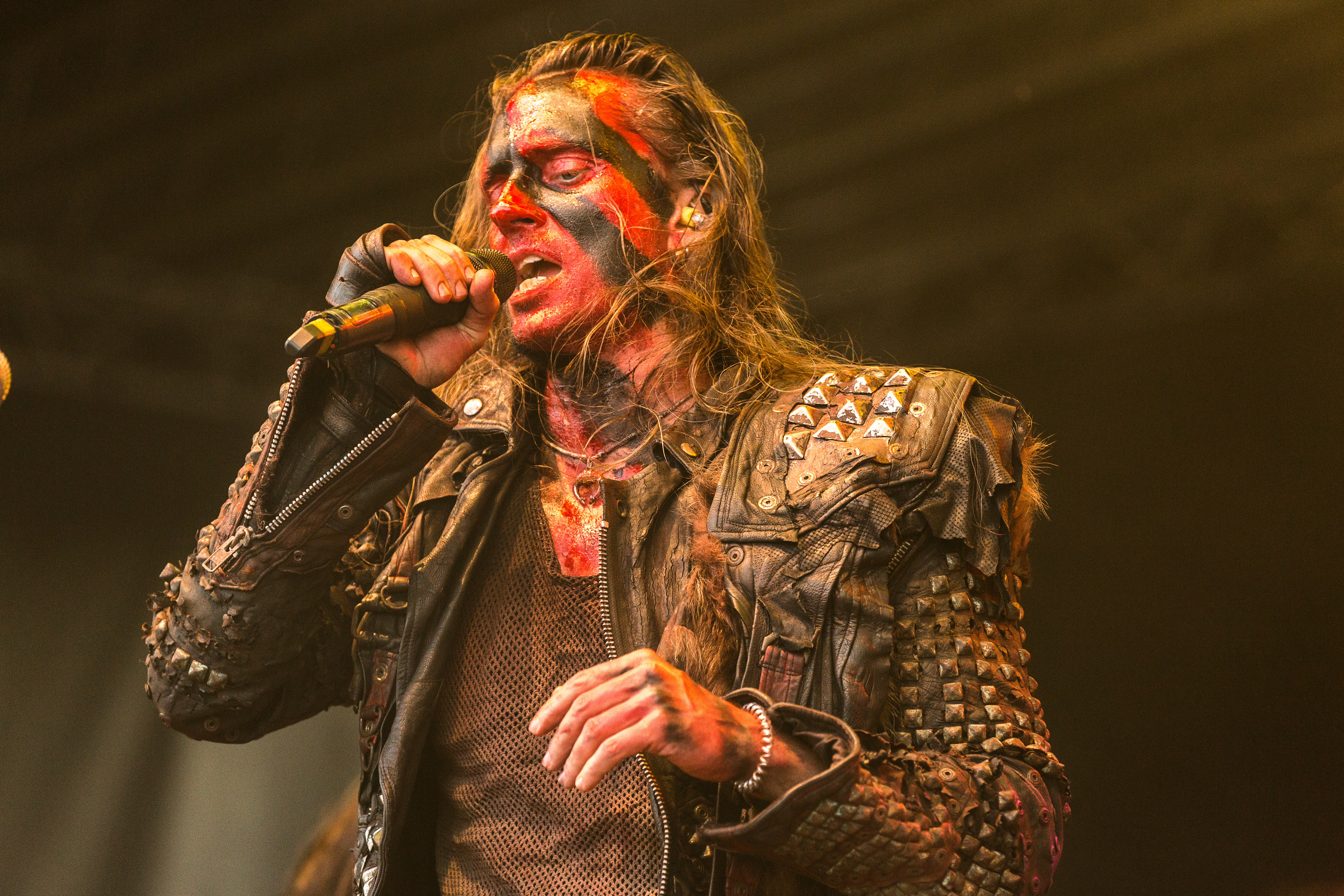
Mathias Nygård

Il 28 ottobre 2005 il chitarrista Georg Laakso venne ferito gravemente in un incidente stradale e a causa dei traumi ricevuti al midollo spinale il 12 luglio 2006 ha annunciato la sua permanente uscita dalla band. Nonostante ciò, i Turisas continuarono a lavorare sul loro secondo album, intitolato The Varangian Way, che venne pubblicato nel 2007. Jussi Wickström ha registrato tutte le melodie di chitarra dell'album. Mathias Nygård ha affermato sul giornale Terrorizer del gennaio 2007 che i musicisti Hannes Horma, Olli Vänskä, Janne Mäkinen e Antti Laurila sarebbero passati da supporto per i tour a membri ufficiali, portando la band a otto componenti. Alla fine però tra i due suonatori di fisarmonica, solo Mäkinen è rimasto ufficiale, mentre Laurila è uscito dal gruppo dopo un po' di tempo.
Il 19 febbraio 2007, il tastierista Antti Ventola ha annunciato il suo abbandono dalla band. È così stato Mathias Nygård a suonare le tastiere per l'album The Varangian Way e durante i live i Turisas suonano con basi di tastiera registrate. A gennaio 2008 il suonatore di fisarmonica Janne "Lisko" Mäkinen è scomparso ad Amsterdam. Per le date successive della primavera 2008, i Turisas lo hanno rimpiazzato con Netta Skog, la quale li aveva già aiutati durante il tour europeo di ottobre-novembre 2007. Dopo poco tempo Skog è stata aggiunta come membro definitivo.
Il gruppo ha partecipato al tour americano del PaganFest nel 2008, che presentava gli Ensiferum come headliner, ed altri gruppi come Týr ed Eluveitie. Dopo alcuni festival nell'estate 2008, a settembre i Turisas hanno iniziato un lungo tour negli Stati Uniti e in Europa, come band di supporto ai DragonForce. Il tour è terminato nel marzo 2009. Il 28 ottobre 2008 hanno pubblicato A Finnish Summer with Turisas, DVD di un concerto registrato durante l'estate 2008.
Tra aprile e maggio 2009 hanno preso parte all'europeo Filthfest Tour assieme a Cradle of Filth e Moonspell, mentre ad agosto si sono esibiti al Bloodstock Open Air.
Nei primi mesi del 2011 è stato pubblicato l'album di inediti Stand Up and Fight e durante lo stesso anno hanno partecipato all'Heidenfest in un tour europeo insieme a Finntroll, Alestorm, Arkona, Trollfest e Skàlmöld. Sempre nel 2011, nel mese di settembre, il bassista Hannes Horma e la fisarmonicista Netta Skog abbandonano la band venendo sostituiti dal bassista Jukka-Pekka Miettinen e dal tastierista Robert Engstrand. Così facendo, avviene l'abbandono della fisarmonica ed il ritorno della tastiera, scelta rilevante per il nuovo sound che i Turisas hanno deciso di utilizzare nel loro album Stand Up and Fight e in quelli futuri.
Nel 2012, invece, hanno partecipato per la prima volta nella loro carriera come headliner al tour nordamericano Paganfest: America Part III assieme gruppi di supporto Alestorm, Arkona e Huntress. Durante l'estate del 2012 sono entrati in studio per la registrazione del loro prossimo album. A novembre 2012, la band annuncia un nuovo cambio di formazione: il batterista Tude Lehtonen (da sempre nel gruppo) e il bassista Jukka-Pekka Miettinen lasciano i Turisas venendo sostituiti rispettivamente da Jaakko Jakku e da Jesper Anastasiadis.
La band ultimamente ha anche partecipato al 70000 Tons of Metal, crociera che si è tenuta dal 28 gennaio al 1º febbraio 2013, partendo da Miami, in Florida, e terminando all'arcipelago corallino Turks e Caicos, situato nei Caraibi.
In seguito, dopo un tour americano da headliner chiamato "Guards Of Glory", la band ha pubblicato il suo quarto album intitolato Turisas2013, commercializzato ufficialmente il 26 agosto 2013, nonché data di compleanno del cantante. Due giorni dopo l'uscita dell'album, è stato inoltre pubblicato su YouTube anche il loro quarto videoclip tratto dalla canzone "Ten More Miles" presente in Turisas2013.
Ad inizio 2014, prima del loro tour europeo "We Ride Together", i Turisas annunciano l'abbandono del tastierista Robert Engstrand, il quale viene sostituito da Kasper Mårtenson per le successive esibizioni live.

## Formazione

### Formazione attuale
- Mathias "Warlord" Nygård – voce e tastiere (1997-presente)
- Jussi Wickström – chitarra (1997-presente)
- Olli Vänskä – violino (2007-presente)
- Jaakko Jakku – batteria (2012-presente)
- Jesper Anastasiadis – basso (2012-presente)

### Ex componenti
- Georg Laakso – chitarra (1999-2006)
- Ari Kärkkäinen – chitarra (1997-1999)
- Sami Aarnio – basso
- Tino Ahola – basso (2000-2001)
- Mikko Törmikoski – basso (1997-2004)
- Antti Ventola – tastiere (1997-2007)
- Janne "Lisko" Mäkinen – fisarmonica (2007-2008)
- Hannes "Hannu" Horma – basso (2007-2011)
- Netta Skog – fisarmonica (2007-2011)
- Tuomas "Tude" Lehtonen – batteria e percussioni (1997-2012)
- Jukka-Pekka Miettinen – basso (2011-2012)
- Robert Engstrand – tastiere (2011-2014)

## Discografia

### Album in studio
- 2004 – Battle Metal
- 2007 – The Varangian Way
- 2011 – Stand Up and Fight
- 2013 – Turisas2013

### Singoli
- 2007 – To Holmgard and Beyond
- 2007 – Rasputin
- 2010 – Supernaut
- 2010 – Stand Up and Fight
- 2013 – For Your Own Good

### Demo
- 1998 – Taiston Tie - The Battle Path
- 1999 – Unnamed Promo

### EP
- 2001 – The Heart of Turisas

### DVD
- 2008 – A Finnish Summer with Turisas